# Дружба-78
Дружба-78  — хокейний клуб, заснований Іваном Правіловим у Харкові. Кольори клубу: білий, червоний, жовтий і синій. 

## Історія
Клуб був заснований 1 жовтня 1982 року, під назвою «Дружба-78 Харків». Назва потім змінилася на «Дружба-78». Клуб «Дружба-78» базувався у школі «КЗ КДЮСШ» на стадіоні «ХТЗ». Тренування проходилися за методикою Івана Правілова. Тренерський склад клубу: Володимир Єрьомін, Олег Чекришов, Олександр Баранковський, Олег Ігнатьєв., Мінак О, Аліфанов Іван.
У 1992 році в Канадському місті Квебек «Дружба-78» стала чемпіоном світу в категорії «PeeWee» серед клубних команд (гравці віком до 14 років). Призер чемпіонату Української РСР в період 1989 - 1991. «Дружба-78» багаторазовий чемпіон України, переможець перших юнацьких ігор України у 1995 році, а також переможець понад 30 міжнародних юнацьких турнірів у Росії, Чехії, Німеччини, США, Канаді та Мексиці. 
З 2002 — 2005 роки команда брала участь в чемпіонаті України.

## Нагороди
- Чемпіонат України: 2003 рік.

## Відомі вихованці
- Дмитро Якушин
- Костянтин Калмиков
- Олег Тимченко
- Геннадій Разін
- Гнітько Дмитро
- Дайнюс Зубрус
- Андрій Зюзін
- Олександр Баранковський
- Єгор Єгоров
- Олег Панасенко